# Sztefan Jevtoszki
Sztefan Jevtoszki (cirill betűkkel: Стефан Јевтоски; Szkopje, 1997. szeptember 2. –) északmacedón válogatott labdarúgó, a Sztruga játékosa, középpályás.

## Pályafutása

### Klubcsapatokban
Pályafutását a Metalurg Szkopjéban kezdte, ott mutatkozott be a macedón élvonalban is. 2016 januárjában hároméves szerződést írt alá a bolgár Lokomotiv Plovdivhoz. Mindössze egy idényt követően, 2017 augusztusában közös megegyezéssel felbontották a szerződését. Tizenkilenc bajnokin játszott a csapatban, egyetlen gólját 2017 májusában szerezte a Levszki Szofija elleni 2–1-es győzelem alkalmával. Ezt követően Horvátországban, majd Ukrajnában játszott a Varaždin és az Arszenal Kijiv csapataiban. 2019-ben visszatért hazájába, ahol a Rabotnicski játékosa volt. 2021 nyarán, bár sajtóhírek szerint érdeklődött utána az MTK is, az Újpest igazolta le. 2024 nyarán a Sztruga szerződtette. 

### A válogatottban
Többszörös utánpótlás-válogatott, 2017 és 2018 között az U21-es korosztályos csapatban szerepelt.